# Pycnophyidae
Famille
Les Pycnophyidae sont une famille de kinorhynches.
Ce sont de petits invertébrés faisant partie du meiobenthos.

## Liste des genres
Selon Sánchez, Yamasaki, Pardos, Sørensen et Martínez en 2016 :
- Cristaphyes Sánchez, Yamasaki, Pardos, Sørensen & Martínez, 2016
- Fujuriphyes Sánchez, Yamasaki, Pardos, Sørensen & Martínez, 2016
- Higginsium Sánchez, Yamasaki, Pardos, Sørensen & Martínez, 2016
- Krakenella Sánchez, Yamasaki, Pardos, Sørensen & Martínez, 2016
- Leiocanthus Sánchez, Yamasaki, Pardos, Sørensen & Martínez, 2016
- Pycnophyes Zelinka, 1896
- Setaphyes Sánchez, Yamasaki, Pardos, Sørensen & Martínez, 2016

## Publication originale
- Zelinka, 1896 : Demonstration von Taflen der Echinoderes-Monographie. Verhandlungen der deutschen zoologischen Gesellschaft, vol. 6, p. 197–199 (texte intégral).